# Steven Bradbury
Steven John Bradbury (Camden, 14 ottobre 1973) è un ex pattinatore di short track australiano.
È principalmente ricordato per aver vinto, contro ogni pronostico, la medaglia d'oro nei 1000 metri alle Olimpiadi invernali di Salt Lake City nel 2002.

## Carriera
La carriera di Steven Bradbury pareva destinata a buoni risultati, grazie al conseguimento della medaglia di bronzo nei 5000 m staffetta alle Olimpiadi invernali di Lillehammer nel 1994 e alla conquista, nella stessa specialità, di tre medaglie mondiali (oro nel 1991, bronzo nel 1993, argento nel 1994).
Subito dopo i Giochi olimpici, Bradbury subisce un gravissimo infortunio: durante una prova dei 1500 m individuali di Coppa del Mondo a Montréal riporta una profonda ferita all'arteria femorale, causata dalla lama di un pattino del canadese Fredric Blackburn, con il quale si era scontrato, perdendo 4 litri di sangue e rischiando addirittura la morte: occorrono ben 111 punti di sutura e 18 mesi di riabilitazione, ma l'incidente ne mina irreversibilmente il talento. Subisce un altro grave infortunio in allenamento nel 2000, quando si frattura il collo e deve passare sei settimane con un collare ortopedico. Nonostante ciò, l'australiano continua fino ai Giochi del 2002.
Alle Olimpiadi di Salt Lake City, Bradbury prende parte ai 1500 m (dove esce al secondo turno) e ai 1000 m dello short track. In questa gara si rende protagonista di una delle maggiori sorprese nella storia di tale evento, nonché delle Olimpiadi. Dopo aver vinto la sua batteria, ai quarti di finale giunge terzo dietro i favoriti Apolo Ohno e Marc Gagnon, ma la squalifica del secondo gli apre le porte della semifinale, in cui l'australiano, dopo le cadute di Kim Dong-Sung, Mathieu Turcotte e Li Jiajun e la squalifica di Satoru Terao, vince e si qualifica per la finale A che assegna le medaglie. Qui ritrova Jiajun, Turcotte, Ohno e Ahn Hyun-Soo. Fino all'ultimo giro, Bradbury si ritrova in netto ritardo rispetto ai quattro; all'ultima curva, però, Jiajun cade nel tentativo di sorpassare Ohno, il quale perde l'equilibrio e trascina con sé anche il canadese e il coreano. Bradbury così conquista l'oro con il tempo di 1'29"109, il primo titolo olimpico invernale per un atleta dell'emisfero australe, davanti a Ohno e Turcotte.
Dirà Bradbury: «Non ero certamente il più veloce, ma non penso di aver vinto la medaglia col minuto e mezzo della gara. L'ho vinta dopo un decennio di calvario». 
Raggiunta la medaglia d'oro, Bradbury decide di lasciare il mondo dell'agonismo, come del resto già annunciato prima delle Olimpiadi invernali. Nel 2003 torna a Salt Lake City per i mondiali di short track, ma nelle vesti di commentatore televisivo, attività che ha ripetuto anche nelle olimpiadi invernali del 2022 sempre per la TV australiana.

## Nella cultura di massa
In Australia l'impresa del pattinatore ha portato alla nascita di un modo di dire, "doing a Bradbury" (fare un Bradbury), utilizzato per indicare un successo clamoroso e altamente insperato.
In Italia Bradbury è divenuto celebre al grande pubblico soprattutto grazie ad un servizio del trio comico Gialappa's Band per la trasmissione Mai Dire Domenica che raccontava in chiave ironica il suo percorso olimpico a Salt Lake City dai quarti di finale fino alla clamorosa vittoria in finale.
Steven Bradbury è citato nel brano musicale Nonono dei Pinguini Tattici Nucleari. Nella canzone, il riferimento a Bradbury simboleggia il concetto di vincere nonostante le probabilità avverse, un tema che si lega bene alla figura di Ringo Starr, il batterista dei Beatles, spesso considerato il meno celebrato della band ma comunque di grande importanza.

## Automobilismo
Abbandonata la carriera da pattinatore, Steven Bradbury è divenuto pilota di Formula Vee; ha collezionato due podi nella stagione 2007 del campionato dello stato australiano del Queensland.

## Palmarès
- Olimpiadi invernali:
  -  1º posto a Salt Lake City 2002 (1000 metri)
  -  3º posto a Lillehammer 1994 (5000 metri a staffetta)
- Campionati mondiali:
  -  1º posto a Sydney 1991 (5000 metri a staffetta)
  -  2º posto a Guildford 1994 (5000 metri a staffetta)
  -  3º posto a Pechino 1993 (5000 metri a staffetta)